# 山田覆面子
山田 覆面子（やまだ ふくめんし、1903年 - 1989年11月2日）は、日本のジャーナリスト、囲碁観戦記者、囲碁ライター。本名は虎吉で、本名での著作もある。

## 略歴
愛媛県出身。
報知新聞大坂支局長、読売新聞大坂通信部長をへて、読売新聞文化部次長（昭和27年時点）。
1947年から1975年まで「覆面子」（六代目）のペンネームで読売新聞紙上や雑誌に囲碁観戦記、囲碁評論を執筆した。
1969年に大倉賞を受賞。
息子に将棋観戦記者の山田史生。

## 著作

### 単著
- 囲碁太平記 山田覆面子 著 要書房 1952
- 代表的棋譜を中心にした囲碁の知識 山田覆面子 著 学風書院 1955
- 天才棋士の記録 : 現代名勝負160選 山田覆面子 著 誠文堂新光社 1978

### 共著・編著
- 碁に強くなる 藤沢秀行, 山田覆面子 (著) 報知新聞社 1963
- 名勝負は教える 坂田栄男, 山田覆面子 著 報知新聞社 1965
- 林海峯の碁（名人囲碁教室） 林海峯,山田 覆面子著 著 報知新聞社 1966
- よい手悪い手 (名人囲碁教室) 林海峯, 坂田栄男, 藤沢秀行著 報知新聞社 1967
- 呉清源打込十番碁全集 全5巻 三堀将, 山田虎吉 編 講談社 1979